# ساردین (داخل شماره ۹)
" ساردین " اولین قسمت از مجموعه آنتولوژی کمدی تاریک انگلیس در داخل شماره ۹ است. نوشته شده توسط استیو پمبرتون و ریسShearsmith، آن را در برای اولین بار بی‌بی‌سی دو و بی‌بی‌سی دو HD در ۵ فوریه ۲۰۱۴. در این قسمت، گروهی از بزرگسالان در یک مهمانی نامزدی ساردین بازی می‌کنند. ربکا، عروس آینده، مرد خسته کننده ای به نام ایان را در کمد لباس پیدا می‌کند. او خود را به عنوان همکار جرمی، نامزد ربکا معرفی می‌کند. متعاقباً خانواده، دوستان و همکاران ربکا و جرمی به این جفت پیوستند. با ورود بیشتر افراد به اتاق و ورود به کمد لباس، اسرار مشترک برخی از شخصیت‌ها با کنایه‌های گوناگون به روابط نامحرم، سو abuse استفاده جنسی کودک و زنای محرمانه آشکار می‌شود. این شوخ‌طبعی هم تاریک است و هم انگلیسی، با اشاره به ناراحتی گذشته و تعاملات مودبانه اما ناجور
داستان کاملاً در اتاق خواب یک خانه روستایی اتفاق می‌افتد و بیشتر فیلمبرداری آن در داخل کمد لباس انجام می‌شود. پمبرتون و شیرماسم این قسمت را با هدف ایجاد احساس کلاستروفوبیا در بینندگان نوشتند. علاوه بر نویسندگان، در این قسمت کاترین پارکینسون، تیم کی، لوک پاسکوالینو، اوفلیا لوویبوند، آن رید، جولیان ریند توت، آنا رئیس، مارک ووتون، بن ویلبوند و تیموتی وست بازی کردند. بازیگران و نویسندگان مورد تحسین منتقدان تلویزیونی قرار گرفتند و این قسمت در تعدادی از نشریات به عنوان برگزیده روز انتخاب شد. «ساردین» در اولین نمایش خود توسط ۱٫۱ میلیون بیننده تماشا شد که ۵٫۶٪ مخاطب بود

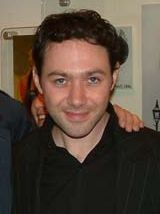
ریس شیرزمیت (عکس در سال ۲۰۰۳) با همکاری «ساردین ها» نوشت و در نقش استوارت پر زرق و برق بازی کرد

نویسندگان استیو پمبرتون و ریس Shearsmit، که قبلاً با هم در کار کرده بود لیگ آقایان و sychoville، الهام بخش برای داخل شماره ۹ از «دیوید و مورین»، قسمت ۴ از اولین سری از Psychovill، که به نوبه خود با الهام از بود و جو در زمان آلفرد طناب هیچکاک. «دیوید و مورین» کاملاً در یک اتاق واحد اتفاق افتاد و فقط در دو عکس فیلمبرداری شد. نویسندگان مشتاق بودند در این قسمت بطری یا قالب بازی تلویزیونی داستان‌های دیگر را کشف کنند و Inside No. 9 به آنها اجازه این کار را داد. در همان زمان، مفهوم Inside No. 9 «واکنشی» نسبت به Psychovill بود، به گفته Shearsmithکه «ما آنقدر درگیر قوس بیش از حد هزارتوی بودیم، فکر می‌کردیم خوب است که شش داستان متفاوت با هر هفته خانه جدیدی را کامل کنید. این جذاب است، زیرا ممکن است شما به عنوان یک بیننده این داستان را دوست نداشته باشید، اما هفته دیگر داستان دیگری داشته‌اید»
قالب این مجموعه ادای احترام به داستان‌های غیرمنتظره، منطقه گرگ و میش و آلفرد هیچکاک را ارائه می‌دهد. به گفته دومی، پمبرتون و شیرمثیت به نوشتن داستانهای ناخوشایند بازگشتند، زیرا "اگر چیزی بنویسند که کاملاً کمدی باشد ،" همیشه احساس کمی تحقق پیدا می‌کند، خیلی راحت و سبکی احساس می‌شود ". در حین فیلمبرداری "ساردینShearsmith اظهار امیدواری کرد که در داخل شماره ۹ کار می‌کند و می‌گوید: "قرار داشتن در میانه فیلمبرداری سری سوم Psychovill کاملا ناامید کننده باشد". Pemberton وShearsmith برای ایجاد یک تجربه ساده‌تر Psychovill، توصیف "Sardines" با گفتن این قسمت "فقط در مورد برخی از بازیگران خوب در یک کمد لباس با یک داستان خوب" است. از آنجا که هر قسمت از سریال Inside No. 9 شخصیت‌های جدیدی را نشان می‌دهد، نویسندگان توانستند بازیگرانی را جذب کنند که شاید تمایلی به تعهد به یک مجموعه کامل نداشته باشند. در «ساردین» علاوه بر پمبرتون و شیراسمیت، کاترین پارکینسون، تیم کی، لوک پاسکوالینو، اوفلیا لوویبوند، آن رید، جولیان راین توت، آنا رئیس، مارک ووتون، بن ویلبوند و تیموتی وست بازی کردند. وست قبلاً در داستانهای غیرمنتظره بازی کرده بود، و شیرمثیت گفت که به دلیل این حضور قبلی، «این یک اتفاق بزرگ بود» داشتن وست در این قسمت. «ساردین» بیش از هر قسمت دیگر از سری اول شخصیت دارد و این شخصیت‌ها قبل از انتخاب بازیگران نوشته شده‌اند. پمبرتون از سرگرمی خود در انتخاب بازیگران برای این قسمت یادآوری می‌کند، هدف او این است که گروه بسیار متنوعی از بازیگران را که به عنوان یک گروه خوب کار می‌کنند دور هم جمع کند
پمبرتون مفهوم «ساردین» را «یک ایده ساده» توصیف کرد و خوشحال بود که به دلیل قالب سریال، این جفت «نگران عواقب آن نیستند». نویسندگان از کمد لباس بزرگ در فضای کار خود الهام گرفته‌اند. آنها پیش از این چندین قسمت دیگر از این سریال را نوشته بودند و محدودیت در این زمینه مکرر تکراری بود. امکان قرار دادن شخصیت‌ها در کمد لباس به آنها این فرصت را می‌دهد تا موضوع را به سطح شدیدتری توسعه دهند. داستان در ابتدا دربارهٔ بازی ساردین نبود. پمبرتون گفت که نویسندگان «در مورد ایده‌های مختلف [چرا شخصیت‌ها] در کمد لباس بودند» صحبت کردند، اما این جفت «مطمئناً درمورد روانشناسی فرویدی [خود] کار نمی‌کردند». لیستی از شخصیت‌ها قبل از فیلم نامه نوشته شده بود و متن شامل معرفی شخصیت جدید در هر سه صفحه بود
1. ↑  "Sardines poster". BBC. Retrieved 8 February 2015.
2. 1 2  Dean, Will (5 February 2014). "Inside No 9, TV review: A top-drawer cast puts these twisted tales in a league of their own". ایندیپندنت. Retrieved 6 February 2014.
3. 1 2  "Inside No. 9, BBC2". Broadcast. 22 August 2013. Retrieved 6 February 2014. (نیازمند آبونمان)
4. ↑  Lawson, Mark (5 February 2014). "Inside No 9: How Shearsmith and Pemberton have revived a lost genre". گاردین. Retrieved 6 February 2014.
5. ↑  "Inside No.9 on BBC2: Hull-born master of the macabre Reece Shearsmith and partner Steve Pemberton back with tales of the unexpected". Hull Daily Mail. 4 February 2014. Archived from the original on 22 February 2014. Retrieved 6 February 2014.
6. ↑  "BBC Two - Inside No 9, Sardines". BBC. Retrieved 19 January 2015.
7. ↑  Owen, Dan (29 January 2014). "Inside No 9: Reece Shearsmith and Steve Pemberton unnerve viewers". MSN. Archived from the original on 22 February 2014. Retrieved 28 February 2015.
8. ↑  "Reece Shearsmith speaks to Mark Radcliffe". Radcliffe & Maconie. BBC Radio 6 Music. 4 February 2014. Retrieved 5 July 2014.
9. ↑  "Inside No. 9: interview with Reece Shearsmith and Steve Pemberton". BBC. 30 January 2014. Archived from the original on 11 April 2015. Retrieved 6 February 2014.
10. ↑  "Inside the wardrobe". BBC. 6 February 2014. Retrieved 25 April 2014.
11. ↑  Dessau, Bruce (February 2014). "New Interview: Reece Shearsmith & Steve Pemberton". Beyondthejoke.co.uk. Retrieved 20 February 2014.